# Annum sacrum

Znak papeže Lva XIII

Annum sacrum (česky: Svatý rok) je encyklika papeže Lva XIII. o zasvěcení celého světa Nejsvětějšímu Srdci Ježíšovu. Vydána byla 25. května 1899 ve dvacátém druhém roku jeho pontifikátu.

## Historie
Annum sacrum byla vydána 25. května 1899 v očekávání vyhlášení Svatého roku v roce 1900.
Podle Russella Hittingera byli následné encykliky psány v odkazu na Rerum novarum.
Lev XIII. sjednocuje královský majestát Krista s oddaností k Nejsvětějšímu Srdci Ježíšovu.
Ecyklika a zasvěcení byly ovlivněny dvěma dopisy blahoslavené Marie od Božského Srdce Droste zu Vischering, která uvedla že v jejích vizích jí Ježíš Kristus požádal o toto zasvěcení.
Encyklika zahrnuje Modlitbu zasvěcení do Nejsvětějšího Srdce Ježíšova, složenou Lvem XIII.